# Чили на летних Олимпийских играх 1924
Чили принимала участие в Летних Олимпийских играх 1924 года в Париже (Франция) в четвёртый раз за свою историю, не завоевав ни одной медали.
Самым молодым в сборной был Зоробабель Родригес (22 года), самым старшим — Луис Корреа (26 лет). Знаменосец — Мануэль Пласа.
Тринадцать спортсменов (все — мужчины) соревновались в 5 видах спорта:
- Бокс
- Велоспорт
- Фехтование
- Теннис
- Лёгкая атлетика[1]
  - Умберто Лара — бег на 400 метров с барьерами, 6 место
  - Мануэль Пласа — марафон, 6 место[2][3]
  - Альфредо Угарте — бег на 110 метров с барьерами

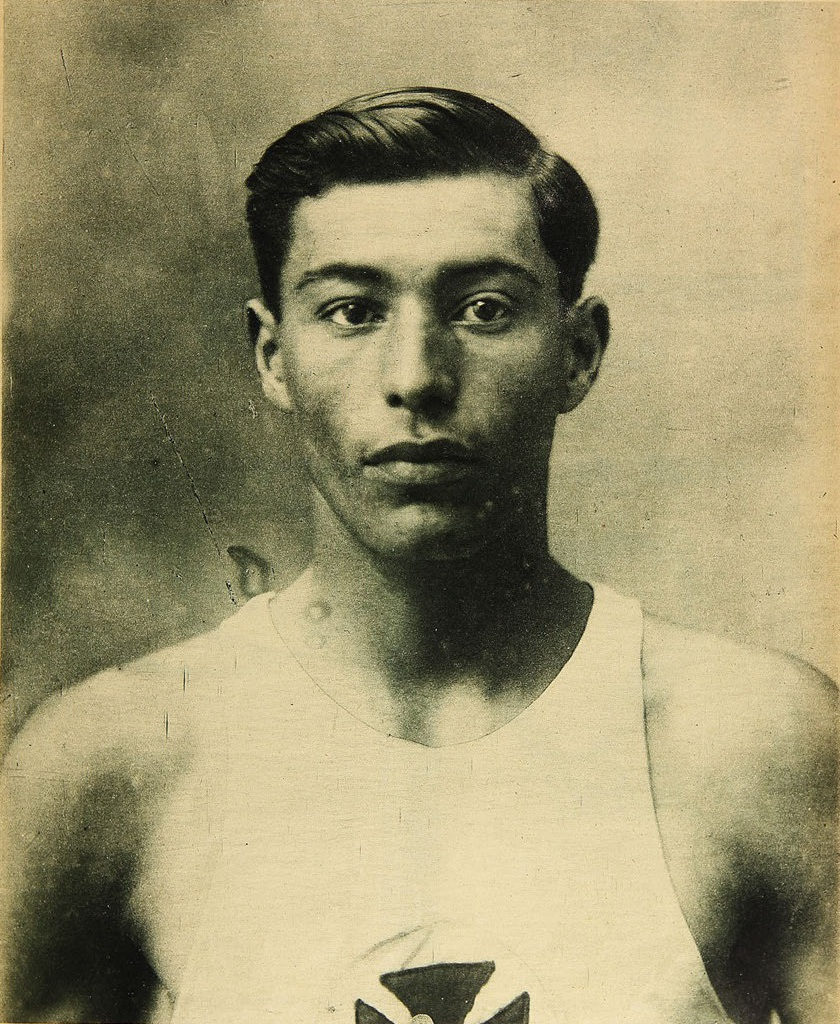
Мануэль Пласа
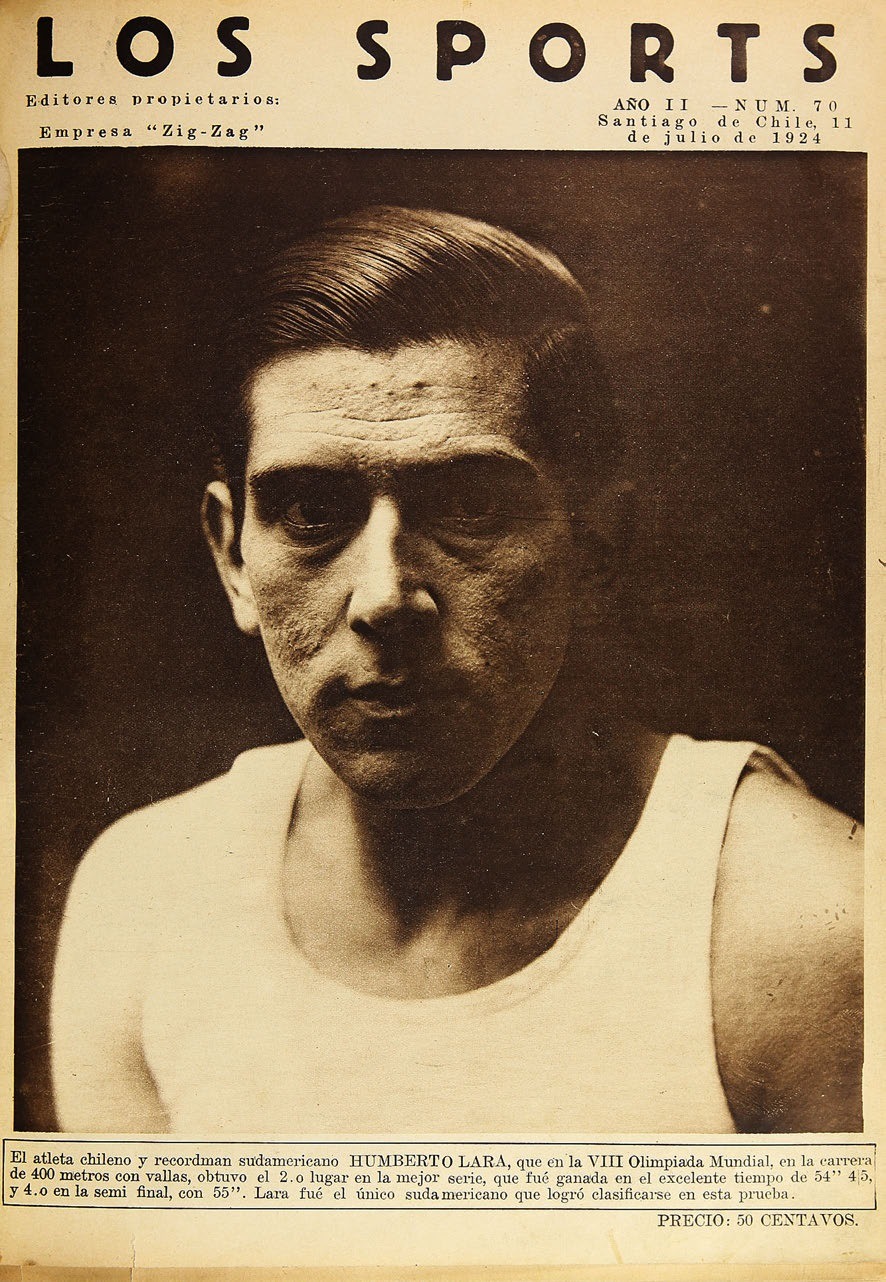
Умберто Лара